# الموسوعة الميسرة في الأديان والمذاهب والأحزاب المعاصرة
الموسوعة الميسرة في الأديان والمذاهب والأحزاب المعاصرة هو اسم كتاب من منشورات الندوة العالمية للشباب الإسلامي ويعد من أهم المصادر بالعربية التي تحوى معلومات شبة كاملة عن الأديان والمذاهب الدينية المختلفة التي تتناول النشئة والتطور وهي تنظر اليهم من وجهة نظر سلفية.